# Brandon Baker
Brandon Baker (Anaheim, California, 28 de abril de 1985) es un exactor estadounidense. Es conocido por sus papeles en películas de Disney, como en The Jungle Book: Mowgli's Story, en la película de Disney Channel Johnny Tsunami junto a Kirsten Storms y Lee Thompson Young y su secuela Johnny Kapahala: Back on Board. Además, también es conocido por haber interpretado el papel de Cray Blake en la serie de televisión de comedia de NBC One World. También apareció en cuatro episodios de la serie de Disney Channel, Even Stevens, y prestó su voz a Duke Anoi en ocho episodios de la serie animada de Disney Channel The Proud Family.

## Biografía, primeros años y educación
Baker nació el 28 de abril de 1985 en Anaheim, California, siendo el mayor de tres hijos. Es de ascendencia británica, alemana y filipina. Asistió a la Universidad de California en Santa Bárbara.

## Carrera actoral
En 1998, Baker consiguió su primera gran oportunidad con el papel protagónico de Mowgli en The Jungle Book: Mowgli's Story de Disney. También protagonizó junto a Jessica Alba la película P.U.N.K.S. de 1999. Baker fue invitado a los Disney Channel Games de 2007 después de que Zac Efron se retirara.
Después de una pausa de seis años, Baker protagonizó la comedia de 2014 The Formula, junto a Reginald VelJohnson y Sasha Jackson.
Brandon hizo un breve regreso en 2019 cuando apareció como estrella invitada en Christy's Kitchen Throwbacks, un canal web presentado por su antigua compañera de Disney Channel Christy Carlson Romano.

## Carrera post-actuación
En 2015, Baker perdió su pasión por la actuación y se retiró de la industria. Se mudó a Boulder, Colorado, en 2017. En 2019, se convirtió en oficiante de bodas en la empresa de planificación de bodas Simply Eloped. Baker también es miembro de la banda The Cheeks.

## Filmografía

### Películas
| Año  | Título                          | Papel              | Notas           |
| ---- | ------------------------------- | ------------------ | --------------- |
| 1998 | The Jungle Book: Mowgli's Story | Mowgli             | Directa a vídeo |
| 1999 | P.U.N.K.S.                      | Jonny Pasiotopolis |                 |
| 2000 | Wind River                      | Pantsuk            |                 |
| 2014 | The Formula                     | Quinn              |                 |
| 2015 | Up on the Wooftop               | Contador           |                 |

### Televisión
| Año       | Título                         | Papel             | Notas                    |
| --------- | ------------------------------ | ----------------- | ------------------------ |
| 1998      | Cousin Skeeter                 | Noodles           | 1 episodio               |
| 1998      | City Guys                      | Ernesto           | 1 episodio               |
| 1998-2001 | One World                      | Cray Blake        | 3 temporadas             |
| 1999      | Johnny Tsunami                 | Johnny Kapahala   | Película para televisión |
| 2000-2003 | Even Stevens                   | Zack Estrada      | 4 episodios              |
| 2001      | Boston Public                  | Danny Miller      | 1 episodio               |
| 2001      | Go Fish                        | Sumir             | 1 episodio               |
| 2003-2005 | The Proud Family               | Duke Anoi (voz)   | 8 episodios              |
| 2005      | Campus Confidential            | Mohktar           | Película para televisión |
| 2007      | The Unit                       | Chico adolescente | 1 episodio               |
| 2007      | Johnny Kapahala: Back on Board | Johnny Kapahala   | Película para televisión |
| 2013      | Instacurity                    | Varios            | 2 episodios              |

### Series web
| Año  | Título                      | Papel    | Notas                                                                 |
| ---- | --------------------------- | -------- | --------------------------------------------------------------------- |
| 2019 | Christy's Kitchen Throwback | Él mismo | Episodio: "Johnny Tsunami & Kim Possible Mele Kalikimaka Fried Rice!" |